# Выемка (Донецкая область)
Вы́емка (укр. Виїмка) — посёлок Соледарской городской общине Бахмутского района Донецкой области Украины.
Население по переписи 2024 года составляло 0 человек. Почтовый индекс — 84541. Телефонный код — 6274. Код КОАТУУ — 1420980505.